# José Mari Ponce
José María Ponce Anguita (Las Palmas de Gran Canaria el 11 de abril de 1955) es un  piloto de rally español. Ha competido en el Campeonato de España de Rallies obteniendo el título en 1991. Actualmente sigue compitiendo, especialmente en pruebas puntuables para el Campeonato de Rallies Provincia de Las Palmas y el Campeonato Canario de Rallies. Fue también alcalde de la ciudad de Arucas y diputado nacional.

## Trayectoria

### Comienzos
José María Ponce nace el 11 de abril de 1955 en Las Palmas de Gran Canaria, en el seno de una familia amante de la competición. Su padre, José Luis Ponce era otro exitoso piloto de rallies; que junto con sus ganas por realizar algo grande en el mundo de la competición, lo llevaron a debutar en 1974 como copiloto de otro de los grandes pilotos de la época, que además, era uno de los grandes ídolos de Ponce, Pepe Monzón.
Su primer contacto como piloto se forjó a los mandos de un Toyota Levin, siendo en esta etapa acompañado en las labores de copilotaje por Emilio Macías; pese a que también fuese este el que lo acompañase en algunas ocasiones siendo otro el vehículo utilizado.
En 1979 y tras varios buenos resultados con el Toyota, llega el primer campeonato importante, el campeonato absoluto de montaña de la isla de Gran Canaria.

### Piloto Oficial de Volkswagen Canarias
En 1982 llega una de sus mayores oportunidades. VW Canarias lo elige y contrata como piloto oficial, para representar a la marca alemana con un Volkswagen Golf GTI MK1. 
Con este paso, José Mari (como se le conocer cariñosamente entre la afición) logra importantes apoyos en forma de patrocinios. El esfuerzo de VW Canarias y el resto de patrocinadores, estuvo recompensado con dos campeonatos, el de montaña y el de rallies de Gran Canaria. En esta época de su carrera, es acompañado en la gran mayoría de pruebas en las labores de pilotaje por su mujer, Isabel Fernández.
En 1983 consigue cosechar un buen número de triunfos, a bordo del VW Golf oficial. Entre los triunfos logrados destacan:
- El 2.º puesto en el Campeonato de Rallies de Gran Canaria.
- El Campeonato de Rallies de grupo N (vehículos de producción) de Gran Canaria.
- El Campeonato de Velocidad sobre tierra, disputado en el Circuito Islas Canarias.

Obviando la consecución de todos estos títulos, este mismo año, los medios informativos, los eligen "Mejor Piloto", en la primera edición de este certamen.
Este es otro de los años clave dentro de la carrera deportiva de Ponce. Es el año en el que comienza oficialmente su relación con BMW, marca que este año lo contrata de manera oficial, para participar en el certamen regional canario a bordo del BMW 635 CSI. Aparte de lograr 2.º puesto absoluto en el regional canario, este año comienza a ser recordado por los aficionados por la espectacular conducción que José María Ponce pilotaba el BMW. Cabe destacar también que la oficialidad en el equipo recaía también sobre hombros del piloto tinerfeño Fernando "Copi" Capdevilla.
Encuadrado dentro del mismo equipo que el año anterior, José María Ponce logran en esta temporada varios triunfos importantes y, por primera vez; un título provincial de rallies en Tenerife, así como el campeonato de Gran Canaria de Grupo A, a la vez que el subcampeonato en la general. Con el mismo vehículo, logra el campeonato regional de montaña absoluto.
En este año, tan relevante para el automovilismo, por la desaparición de los Grupo B, supuso la participación de José Mari, en lo que serían una de las primeras incursiones al campeonato nacional, también con el BMW 635 CSI en el último rallye de la temporada, que sería el extinto Rallye Valeo.
En cuanto a resultados importantes, cabe destacar el Subcampeonato de Grupo A en Tenerife, así como el campeonato del mismo grupo en Gran Canaria. Aparte de estos resultados, por 2.ª vez, es nombrado "Mejor Piloto" por los medios informativos especializados.

### Con el BMW M3
Este es uno de los años más relevantes en la carrera de José Mari, ya que es el que supone su debut con el BMW M3 E30 del Grupo A. Poco tiempo después de su debut, muchos especialistas de este deporte, así como la afición y los medios especializados coincidían no solo en las espectaculares y eficaces maniobras que José Mari realizaba a mandos del M3, sino en la perfecta armonía que existía (en el año 2017 vende el BMW M3 y adquiere un SEAT JTR 600)
Ya en este año, uno de los copilotos más recordados de Ponce, Gaspar León, era el que se encargaba de las tareas de copilotaje.
Este año, aparte de lo que significa el comienzo del binomio entre Ponce y el BMW, supuso uno de los años con más éxitos hasta ese momento, logrando el Campeonato de Tenerife y Gran Canaria, el Campeonato Canario de Rallies en Grupo A, el Campeonato de Montaña de Gran Canaria en el grupo A y además de todas estas victorias, consigue el hito de ser proclamado primer piloto canario en lograr la prioridad FISA.
Esta temporada, supone también la primera participación y victoria de José Mari Ponce en el Rally Vinho da Madeira, a bordo del BMW 325i E30 de grupo N.
En la temporada 1988, en la que José Mari logra su mejor resultado hasta la historia, logrando el subcampeonato en la Copa de España de rallies. Su participación en Canarias le deja como resultado el campeonato provincial de Las Palmas de Grupo A y el subcampeonato provincial absoluto.
Al igual que hiciese el año anterior, este año José Mari también disputa el Rallye Vinho da Madeira, con la misma montura que el año anterior (BMW 325i Grupo N) pero acompañado en las labores de copilotaje por Antonio Sarmiento.
En 1989 año, José Mari también repite la andadura por el nacional, pero sin tanta fortuna como el año anterior, ya que solo consigue finalizar 6.º vino acompañado del Campeonato Canario de Rallies de asfalto y de Rallies de tierra (BMW M3 E30 y BMW 325 respectivamente), al que acompañan ambos provinciales por puntos. Este año además, es elegido por 3.ª vez "Mejor Piloto" por los medios informativos[cita requerida].
En 1990 consigue una importante victoria fuera de las islas, la victoria en el Rally Cataluña-Costa Brava dentro del Grupo N con otro vehículo de la marca alemana BMW, en esta ocasión el 325IX, más adecuado para los terrenos con superficies mixtas, como las de tierra y asfalto que destacaban en esta edición de la prueba catalana; debido a su tracción integral. Este año, la prueba catalana estuvo encuadrada dentro del certamen europeo, pero esta sería la última vez que lo estuviese, ya que al año siguiente pasaría a formar parte del calendario del Campeonato del Mundo de Rallies.
También logra importantes resultados en Canarias, logrando el Campeonato Regional Absoluto, así como el Provincial de Tenerife y el subcampeonato provincial de Las Palmas. En este año también y debido a sus grandes resultados, vuelve a convertirse en piloto prioritario para la F.I.S.A.

### Campeón de España
Uno de los mejores años, si no el mejor fue en 1991 de la carrera deportiva de José María Ponce. En esta temporada logra el Campeonato de España de Rallies, encuadrado aún en el equipo Sauermann BMW.
Es de admirar que lograse esta victoria (la última de un vehículo de propulsión hasta el 2009, cuando los hermanos Vallejo lograron el campeonato con un Porsche 911 997 GT3, encuadrado en la categoría GT), cuando la tracción integral comenzaba a dominar el campeonato. Además, como consecuencia de su participación en el nacional de rallies, viene su primera participación en una prueba del WRC, el Rallye España-Cataluña, que por primera vez conseguía formar parte del calendario de dicho certamen), en la que consigue llevar el BMW 325IX en segundo posición de su grupo (N) hasta la meta.
Este año se produce un cambio de copiloto, sustituyendo a Gaspar León (que luego volvería a ejercer las labores de copiloto para José Mari) por José Carlos Déniz. Este año logra de nuevo la prioridad otorgada por la F.I.S.A.
En 1994 cambia su BMW M3, con el que había corrido también durante las temporadas 92 y 93 por un Ford Escort Cosworth, vehículo que adquiere gran protagonismo en los rallies de todo el mundo. No es una temporada vacía de éxitos ni mucho menos, logrando el subcampeonato regional, el campeonato provincial de Tenerife y el provincial de Las Palmas
Disputa la temporada 1995 con el Ford Escort Cosworth, aunque combina sus participaciones con su habitual BMW M3, con el que participa en el Rally Corte Inglés. En esta temporada logra el Campeonato Canario de Rallies una vez más, así como el provincial de Las Palmas y el subcampeonato provincial de Tenerife.
En esta temporada, el Rally El Corte Inglés adquiere el mayor coeficiente disponible para el Campeonato de Europa de rallies, y José Mari logra la victoria en él.
En 1996 utiliza de forma habitual uno de los vehículos más evolucionados del momento, el Toyota Celica GT4 de Grifone.
Logra la victoria en el campeonato Canario de Rallies, ambos provinciales y de nuevo, el Rallye Corte Inglés, de máximo coeficiente dentro del campeonato de Europa de Rallies.
Otra temporada (1997) más con el Toyota Celica, en la que los resultados son también muy satisfactorios un año más.
El campeonato Canario es suyo un año más, así como el campeonato Provincial de Las Palmas. Entre las victorias de esta temporada destaca la lograda un año más en el Corte Inglés. En este año se produjo también la última salida de José María Ponce al campeonato del mundo de Rallies, siendo la prueba elegida el Rallye de Montecarlo, donde tuvo que retirarse tras una salida de carretera.
La del 98 fue la última temporada con el Toyota, y desgraciadamente no fue tan productiva como las dos anteriores, pero no estuvo vacía de éxitos.  Entre los logros conseguidos este año destacan el subcampeonato canario y el de ambos provinciales. Este mismo año consigue ganar en su clase (clase 8, en la que estaba encuadrado el celica) en el rallye El Corte Inglés y Villa de Adeje.
En la temporada 1999 es en la que José Mari Ponce adquiere un Peugeot 306 Maxi Kit Car. Pese a que no era el vehículo que más favorecía a su tipo de conducción y que el piloto también canario Luis Monzón disputaba con una unidad de la más alta evolución (dotada con unos 280 CV y caja de 7 velocidades secuenciales) el regional y el campeonato nacional. A principios de la temporada, cambió su copiloto habitual (Gaspar León) por el joven Carlos Larrodé. Lograron varios triunfos ese año y se alzaron con los campeonatos regional y provincial de rallies de asfalto.
En 2000, José María Ponce hace el campeonato regional con el BMW M3 en algunas pruebas puntuales y principalmente con Peugeot de la temporada anterior. Con el BMW disputaba la primera prueba de la temporada, el Santa Brígida, logrando una muy buena 3.ª posición final. Finalmente tras varias victorias, José Mari se alza con 3.er puesto absoluto en el regional; por detrás de Gregorio Picar y Ricardo Avero.
En 2001 José Mari se pone al volante de un WRC, en este caso el Peugeot 206 WRC que utiliza en el rallye El Corte Inglés, del que tiene que retirarse. Pese a esta incursión en el terreno de los WRC, el resto de la temporada la desarrolla con el Peugeot 306 Maxi Kit Car de años anteriores, con el que consigue algunas victorias (Gran Canaria y Telde entre otras...) Acaba el campeonato en una respetable 5.ª plaza general con dos vehículos mundialistas por delante.
La temporada 2002 supuso el regreso del BMW M3 en Santa Brígida y el regreso también de Ponce a VW, después de haber corrido con esta marca hacía 20 años. La marca alemana le ofrecía el volante de otro vehículo Kit Car, el Golf, para el Corte Inglés y el Maspalomas. Con este vehículo consigue las dos victorias, la más importante en el Rallye Corte Inglés, en su debut. Esta temporada finaliza el campeonato en una gran 3.ª plaza general.
En 2003, la prohibición del uso de tabacaleras como patrocinio, hacen que Domingo Alonso contrate a José Mari como piloto. Estos le conceden a Ponce un vehículo absolutamente novedoso en el país Volkswagen Polo S1600. Tras usar toda la temporada dicho vehículo logra la 5 posición absoluta en el campeonato regional.
Desarrolla la temporada 2004 también a mandos del Volkswagen Polo S1600, y consigue numerosos podios a lo largo de la temporada, que al igual que la anterior, corona a su hermano Antonio "Toñi" Ponce como compeón regional. 
Acaba la temporada en una muy meritoria 2.ª plaza, que refleja los resultados logrados en sus regularez actuaciones rally tras rally.
En 2005 Domingo Alonso retira su apoyo al proyecto del Polo S1600, su veterano BMW M3 E30, el incombustible coche que lo lleva acompañado desde los '80. Es el vehículo con el que desarrolla sus participaciones en el regional hasta la actualidad, mostrando rallye tras rallye ser más rápido que vehículos con una superioridad tecnológica notable, logrando por ejemplo; la victoria en el Rallye de Gran Canaria del año 2009 superando al Subaru Impreza S12 WRC de Juan Luis Cruz en tramos mojados. En este periodo logra numerosos podios (se podría prácticamente decir que sus actuaciones se cuentan con podios) al igual que varios campeonatos provinciales y campeonatos por grupos y clases.

## Resultados

### Campeonato de España de Rally
| Año  | Equipo                | Automóvil  | 1     | 2     | 3     | 4     | 5   | 6       | 7     | 8     | 9       | 10    | 11      | 12    | Pos. | Puntos |
| ---- | --------------------- | ---------- | ----- | ----- | ----- | ----- | --- | ------- | ----- | ----- | ------- | ----- | ------- | ----- | ---- | ------ |
| 1989 | Sauermann Competición | BMW 325 iX | CAT 7 |       |       |       |     |         |       |       |         |       |         |       | 6.ª  | 720    |
| 1989 | Sauermann Competición | BMW M3 E30 |       | SMO 5 | SAN   | CAJ   | LLA | OUR     | OSO   | PDA 3 | ISC Ret | ECO 2 | VAL     |       | 6.ª  | 720    |
| 1990 | Sauermann Competición | BMW 325 iX | CAT 4 |       |       |       |     |         |       |       |         |       |         |       |      |        |
| 1990 | Sauermann Competición | BMW M3 E30 |       | SMO 5 | CAN   | CAJ   | VLL | OUR     | OSO   | PRA   | CAN Ret | ECI 3 | VAL     |       |      |        |
| 1991 | Sauermann Competición | BMW M3 E30 | CAN 2 | ECO 2 | CAN 1 | CAJ 2 | LLA | OUR Ret | OSO 3 | PDA 1 | VAL 1   |       |         |       | 1º   | 1560   |
| 1991 | Sauermann Competición | BMW 325i   |       |       |       |       |     |         |       |       |         | CAT 5 |         |       | 1º   | 1560   |
| 1992 |                       | BMW M3 E30 | ECO 1 | ISC 3 | CAN   | MED 3 | LLA | OSO 3   | SFR 2 | CER   | PDA 3   | OUR 2 | CAT Ret | MAD 3 | 3.ª  | 957    |